# Jeonju
Jeonju est la capitale de la province du Jeolla du Nord en Corée du Sud. À environ 2 h 30 min de Séoul (en KTX), c'est un centre touristique célèbre pour ses spécialités culinaires, son patrimoine historique, ses activités sportives ainsi que la tenue de festivals innovants.

## Histoire

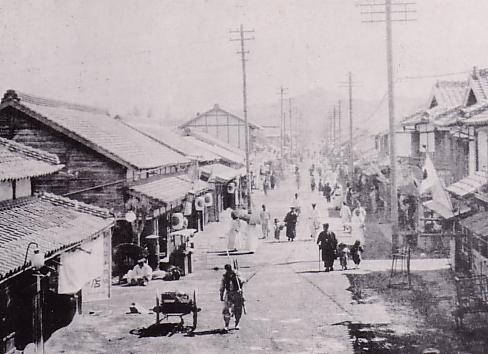
Jeonju au temps de la colonisation japonaise.

Située dans la plaine fertile Honam (en), célèbre pour la production de fraises et autres produits agricoles de qualité, Jeonju constitue depuis plusieurs siècles un important centre régional. La ville fut la capitale du Baekje postérieur (en) fondé par Gyeon Hwon. La ville était autrefois considérée comme la capitale spirituelle de la dynastie Joseon, en raison de l'ancrage régional de la dynastie Yi dans la province de Jeolla. C'est ici qu'a eu lieu une des premières batailles de la guerre d'Imjin en 1592.
La ville fut occupée par la jacquerie des Donghak en 1894. Jeonju a par la suite reçu le statut de ville (si) en 1949.

## Culture
- Le bibimbap de Jeonju, plat ayant une certaine notoriété dans toute la Corée.
- Le makgeolli de Jeonju.
- Hapjukseon et Taegeukseon qui sont des éventails de Jeonju.
- Le papier de Jeonju.
- Le Festival international du sori de Jeonju, principal événement musical en Corée pour la musique traditionnelle et les musiques du monde.
- Le Festival international du film de Jeonju qui attire près de 50 000 visiteurs chaque année.
- Chonbuk Hyundai Motors est le club professionnel de football de la ville de Jeonju. Sacré champion de Corée du Sud à 9 reprises, il s'agit du club le plus titré du pays. Les Motors ont par ailleurs remporté en 2006 la Ligue des Champions de l'AFC. Le club siège au stade de la Coupe du monde de Jeonju construit en 2001 à l'occasion de la Coupe du monde de football 2002.
- Jeonju est également la ville natale de la troupe ou groupe de danse Last For One.

### Bâtiments

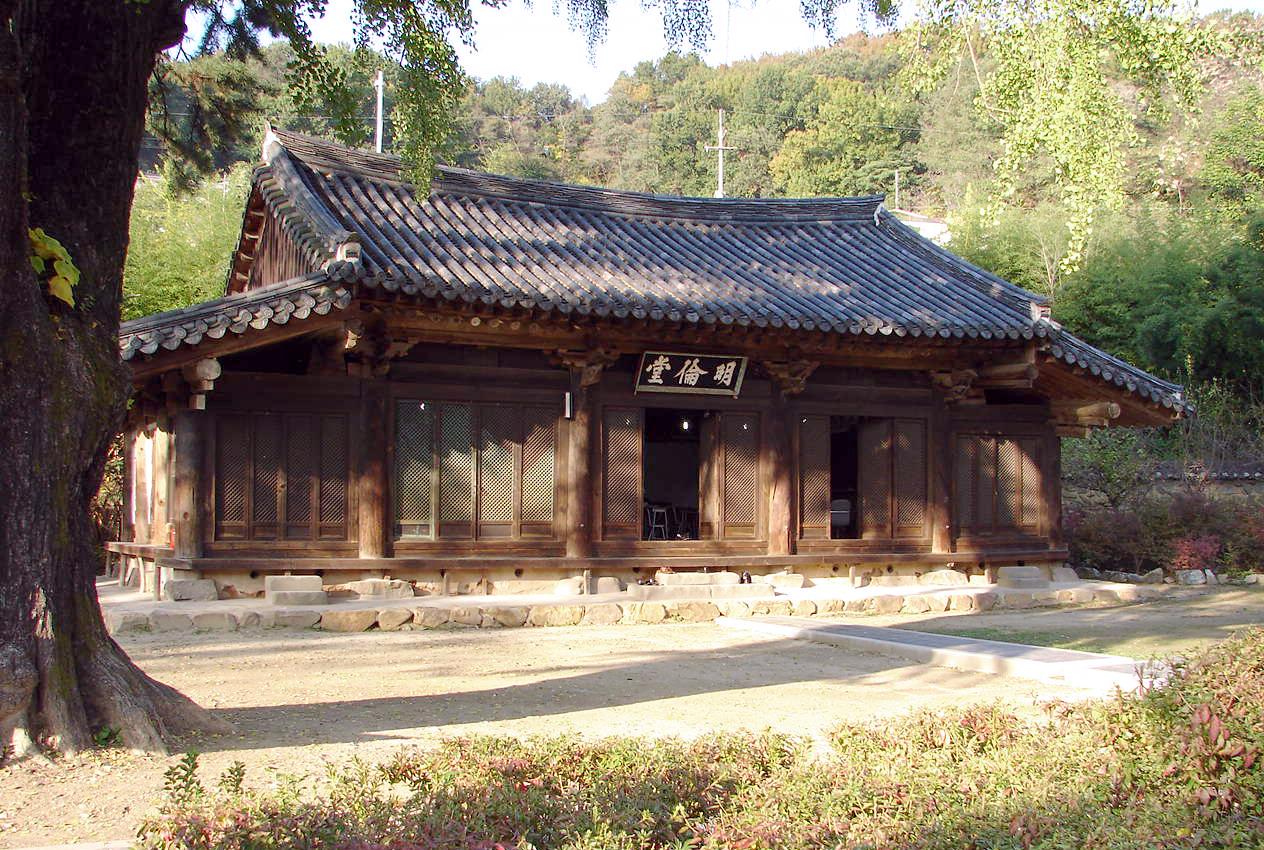
La salle de lecture de l'école confucéenne (1603)

- Le musée national de Jeonju qui expose les anciennes reliques du royaume Baekje.
- La porte de Pungnam (Hangeul : 풍남문 Hanja : 豊南門) qui était autrefois la porte du sud de l'ancienne ville de Jeonju. Les autres portes de la ville étaient Gongbuk (Hangeul : 공북문 Hanja : 供北門), Paeseo (Hangeul : 패서문 Hanja : 沛西門) et Wandong (Hangeul : 완동문 Hanja: 完東門) qui étaient respectivement les portes du nord, de l'ouest et de l'est de la ville mais dont il ne reste plus aucune trace.
- Le village traditionnel Hanok de Jeonju[1]
- École confucéenne de Jeonju
- La cathédrale Jeondong
- Le Dormition de Théotokos ou de l'Assomption (Grec: Κοιμήσεως της Θεοτόκου Hangeul: 전주 성모안식 성당) dans le quartier de Samcheon (Hangeul: 삼천동) dans l'arrondissement de Wansan (Hangeul:완산구)
- La Chapelle Sainte-Anne (Grec: Αγίας Άννης Hangeul: 성 안나 학교 성당) dans le bourg de Gui (Hangeul:구이면) de l'arrondissement de Wanju
- Le quartier chinois
- Le Gyeonggijeon
- Les parcs de Wansan, de Deokjin et de Daga
- La mosquée de Jeonju

## Divisions administratives
La ville de Jeonju est divisée en deux arrondissements :
- Deokjin-gu (덕진구)
- Wansan-gu (완산구)

Ces deux arrondissements sont eux-mêmes divisés en une quarantaine de quartiers (appelés dong).

## Climat
Jeonju possède un climat continental avec des étés très chauds et très humide (Dfa).
| Mois                                  | jan.       | fév.       | mars       | avril     | mai       | juin      | jui.      | août      | sep.      | oct.      | nov.      | déc.     | année      |
| ------------------------------------- | ---------- | ---------- | ---------- | --------- | --------- | --------- | --------- | --------- | --------- | --------- | --------- | -------- | ---------- |
| Température minimale moyenne (°C)     | −4,6       | −3         | 1,2        | 6,7       | 12,5      | 17,8      | 22,4      | 22,6      | 17,1      | 9,8       | 3,5       | −2,2     | 8,6        |
| Température moyenne (°C)              | −0,5       | 1,5        | 6,3        | 12,8      | 18,2      | 22,5      | 25,8      | 26,2      | 21,5      | 15        | 8,3       | 2,2      | 13,3       |
| Température maximale moyenne (°C)     | 4,4        | 6,9        | 12,4       | 19,6      | 24,5      | 27,9      | 30,2      | 31        | 27        | 21,5      | 13,9      | 7,1      | 18,9       |
| Record de froid (°C) date du record   | −17,1 1933 | −16,6 1961 | −12,2 1936 | −3,9 1939 | 2,2 1928  | 8,2 1939  | 12,1 1941 | 12,5 1972 | 4 1928    | −2,7 1924 | −8,4 1992 | −15 2005 | −17,1 1933 |
| Record de chaleur (°C) date du record | 18,3 2002  | 22,9 2021  | 28,2 2013  | 31,2 2005 | 35,1 1962 | 35,8 1927 | 38,6 1930 | 38,9 2018 | 34,5 2010 | 30,8 1977 | 28 2011   | 23 1953  | 38,9 2018  |
| Ensoleillement (h)                    | 151,6      | 157,7      | 185,9      | 211,7     | 217,9     | 172,7     | 136,7     | 160,6     | 168,1     | 194,6     | 154,5     | 142,3    | 2 054,5    |
| Précipitations (mm)                   | 32,7       | 40         | 54,3       | 77,3      | 91,5      | 167,9     | 299,6     | 277,5     | 137,6     | 53,5      | 50,2      | 31,1     | 1 313,1    |
| Nombre de jours avec précipitations   | 9,3        | 7,8        | 10,3       | 8,6       | 9,2       | 10,7      | 15,9      | 15,5      | 9,7       | 6,7       | 9,1       | 9,4      | 122,2      |
| Humidité relative (%)                 | 68,6       | 66,5       | 63,7       | 60,6      | 65,3      | 71,3      | 77,5      | 76,7      | 74,1      | 70,4      | 69,1      | 68,9     | 69,4       |
| Nombre de jours avec neige            | 8,7        | 5,6        | 2,7        | 0,1       | 0         | 0         | 0         | 0         | 0         | 0         | 1,5       | 6,7      | 25,4       |

| Diagramme climatique                                  |         |             |             |              |               |               |             |             |             |             |             |
| J                                                     | F       | M           | A           | M            | J             | J             | A           | S           | O           | N           | D           |
| 4,4−4,632,7                                           | 6,9−340 | 12,41,254,3 | 19,66,777,3 | 24,512,591,5 | 27,917,8167,9 | 30,222,4299,6 | 3122,6277,5 | 2717,1137,6 | 21,59,853,5 | 13,93,550,2 | 7,1−2,231,1 |
| Moyennes : • Temp. maxi et mini °C • Précipitation mm |         |             |             |              |               |               |             |             |             |             |             |

## Éducation

### Universités
- Université nationale de Chonbuk
- Université nationale de pédagogie de Jeonju

## Personnalités
- Seok Jeong Shin, poète
- Myeong Hee Choi, écrivain
- Byeong Ki Lee, poète
- Sam Man Lee, calligraphe de l'époque Joseon
- Wook Hwang, calligraphe
- Seongyong Song, calligraphe
- Sam Deuk Kwon, chanteur de pansori
- Dong Hwa Park, artiste et écrivain
- Kim Taeyeon, chanteuse (leader de So Nyeo Shi Dae)
- Kim Jin-su, footballeur de (Jeonbuk Hyundai Motors) et joueur international d'(Équipe de Corée du Sud)
- Hyun Su Shin, violoniste
- Yang Gui-ja, auteure
- Yoo Hyeonjong, auteur de roman historique
- Choi Il-nam, écrivain
- kim Sung-kyu, chanteur (leader de INFINITE)
- Kim Se-jeong, chanteuse de Gugudan
- Ahn Hyejin, chanteuse de Mamamoo
- Jung Wheein, chanteuse de Mamamoo
- Hwang Yeji, chanteuse de Itzy
- Na Jaemin‚ membre d'NCT

## Galerie

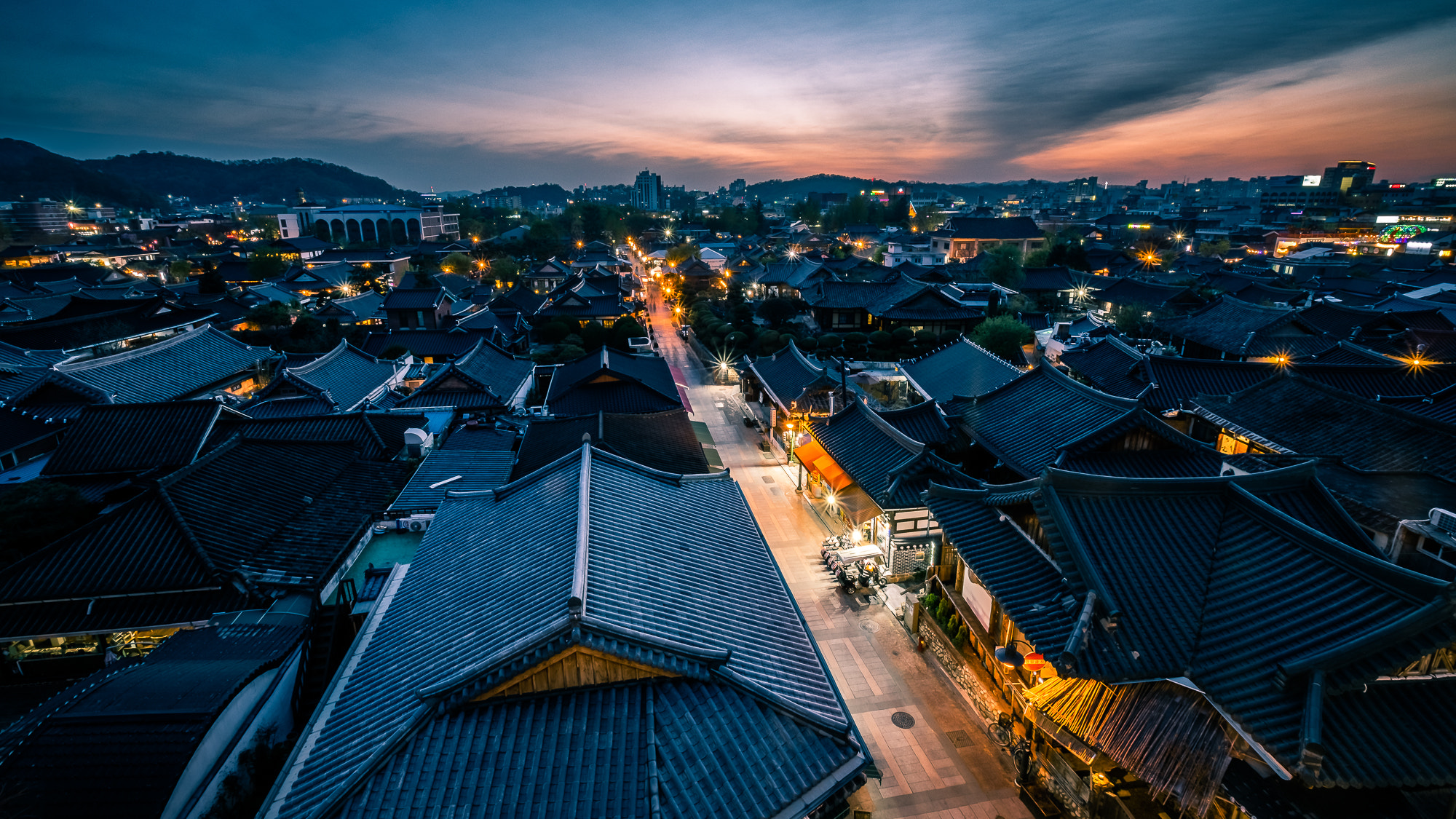
Village hanok à la tombée de la nuit.
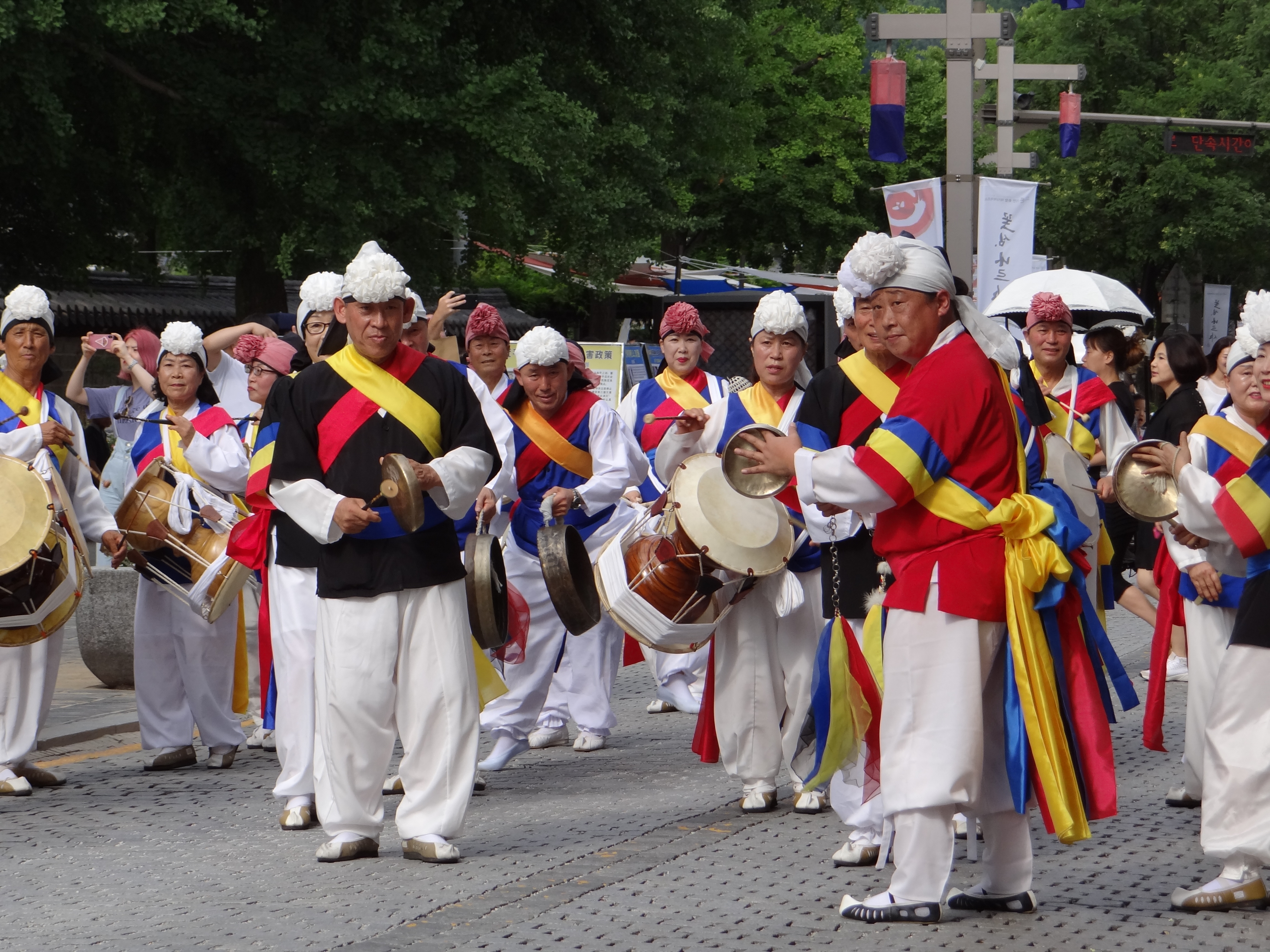
Festival au village hanok.
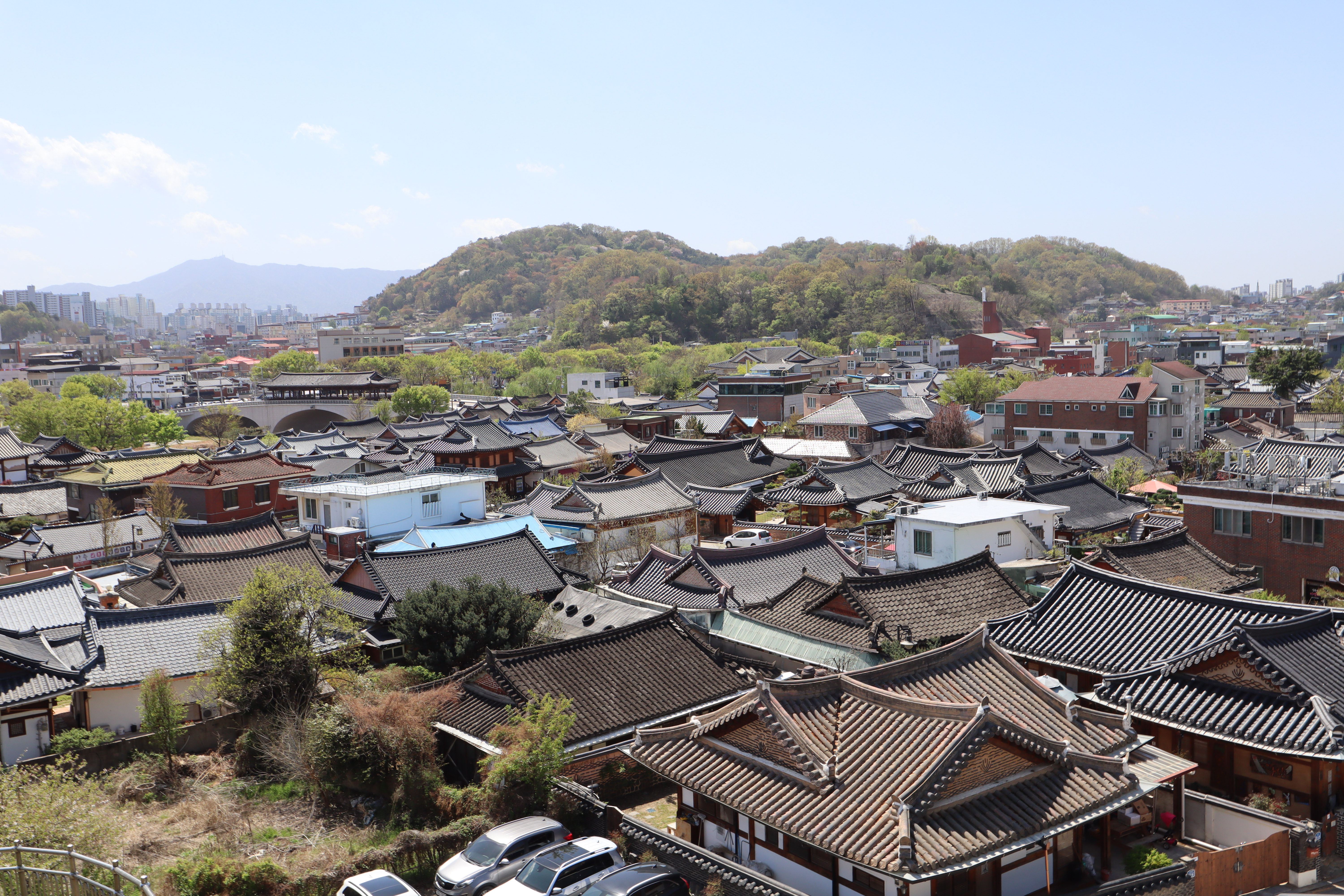
Village hanok.
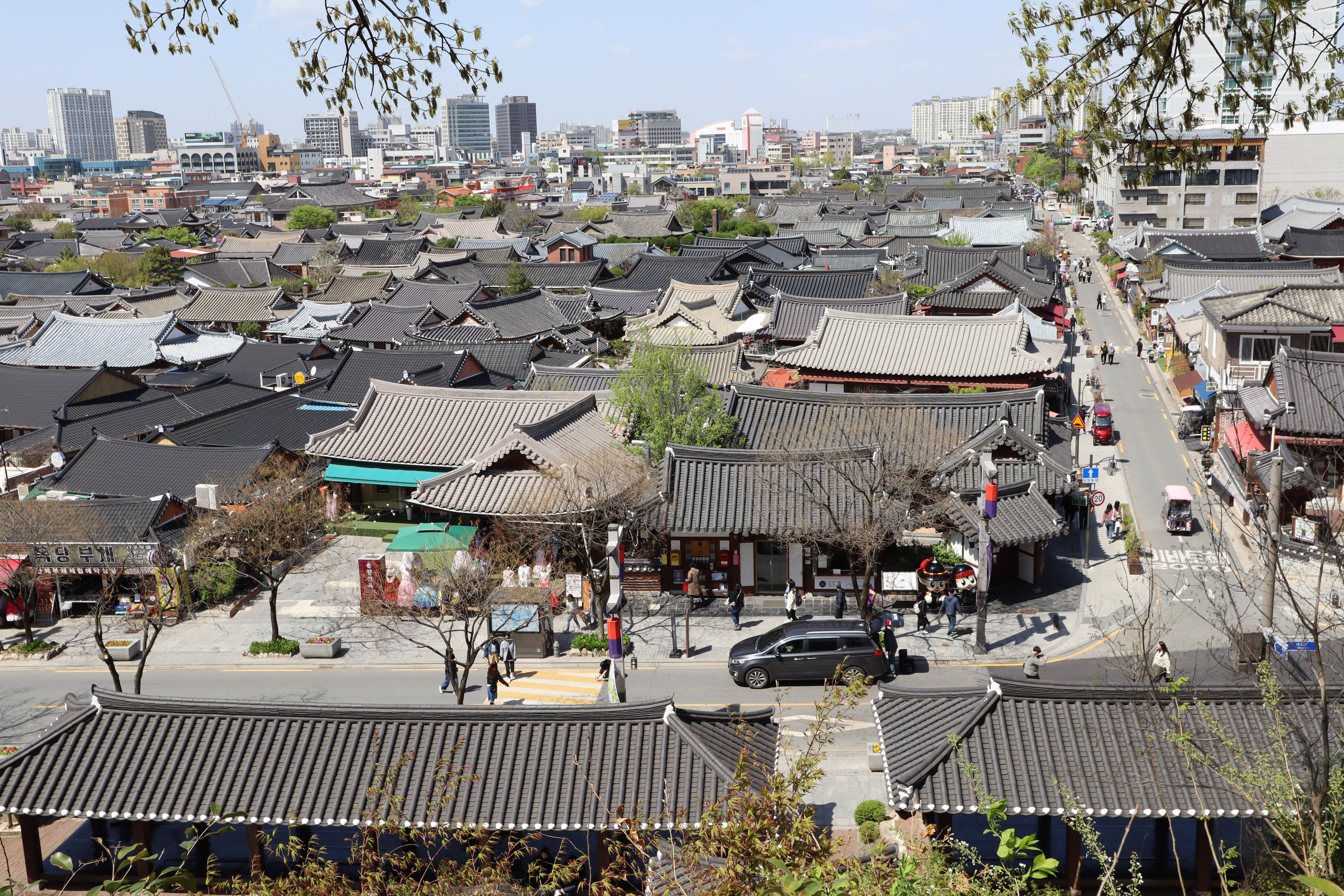
Village hanok.
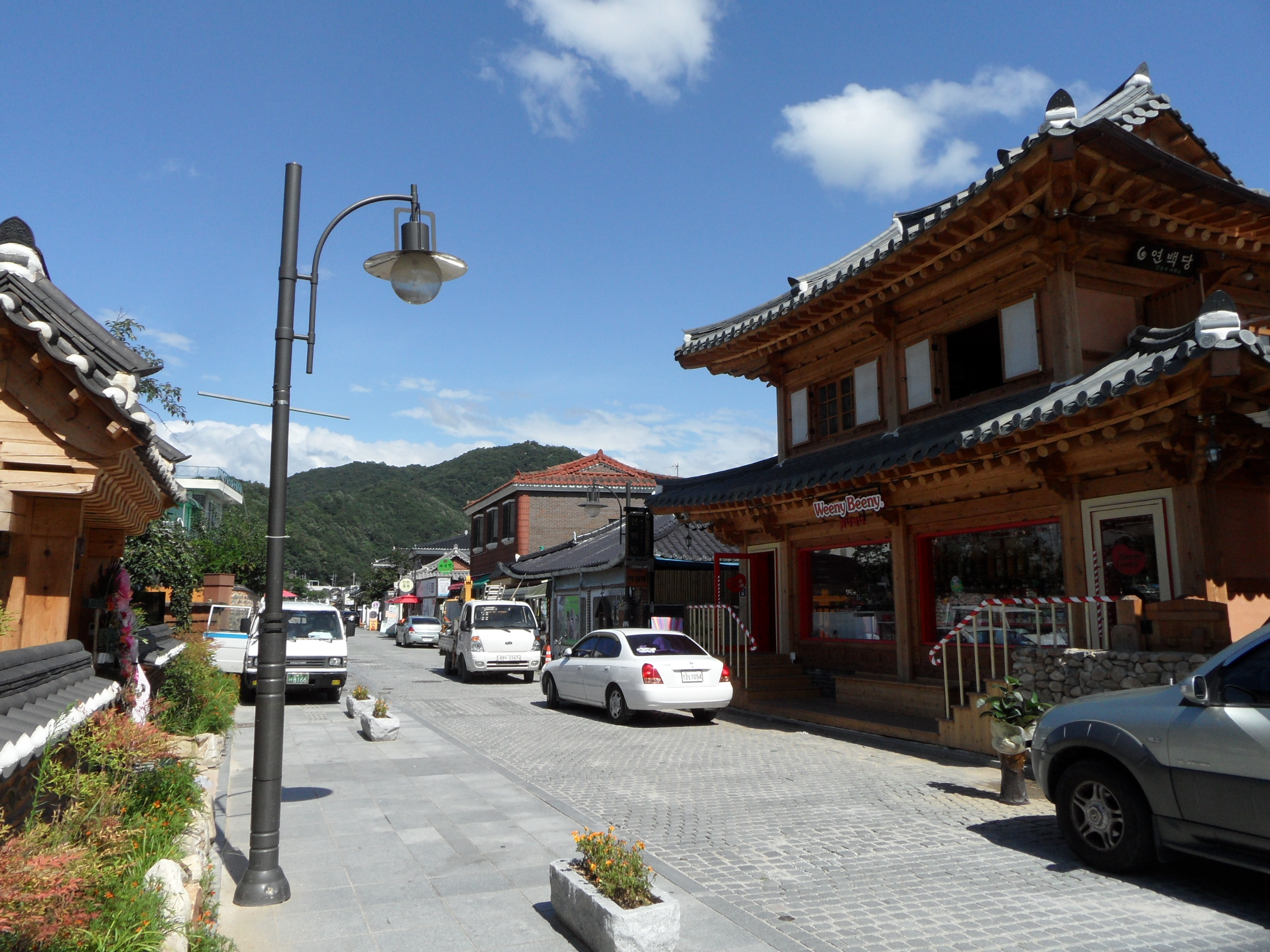
Village hanok.
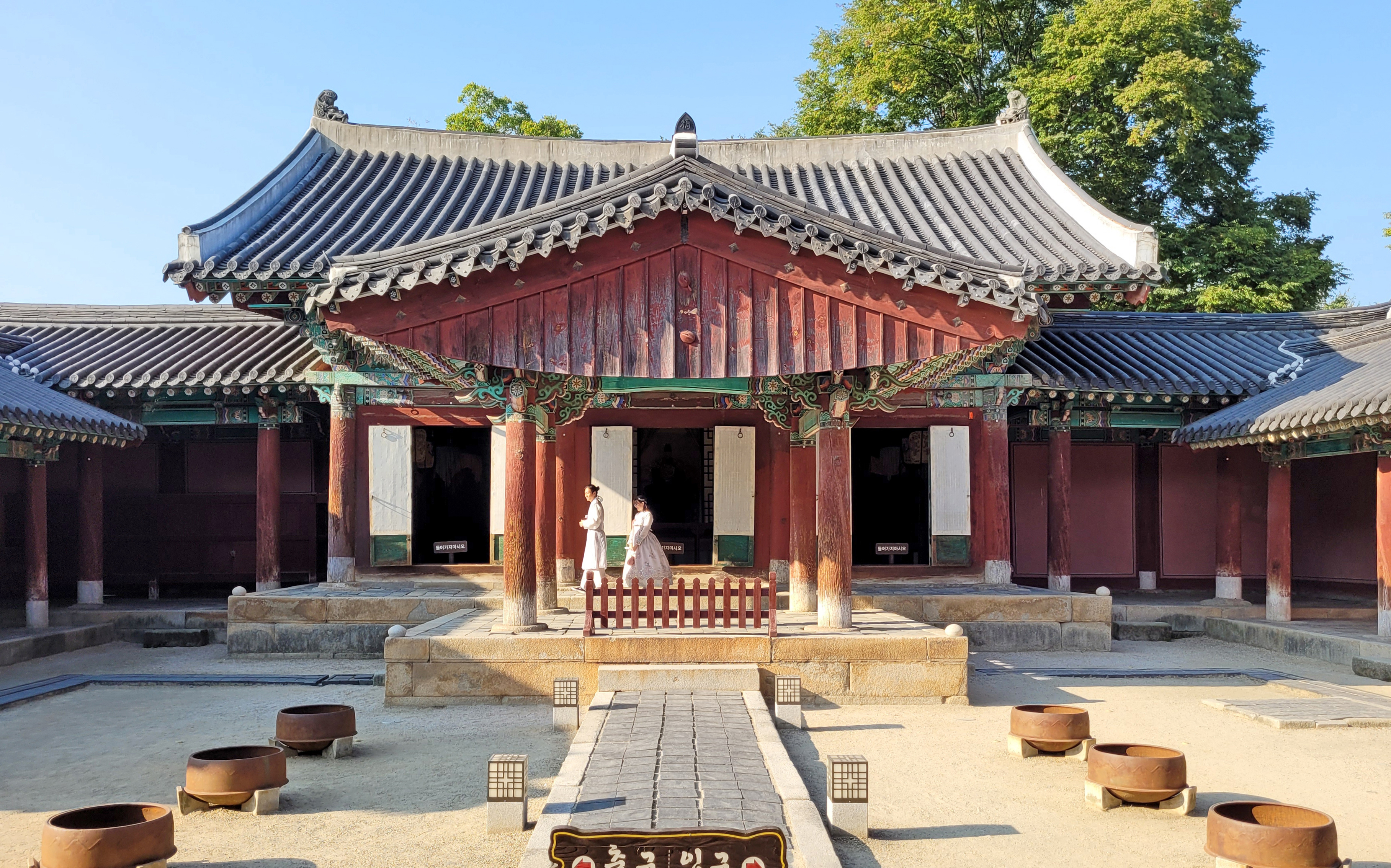
Hall principal du sanctuaire Gyeonggijeon.
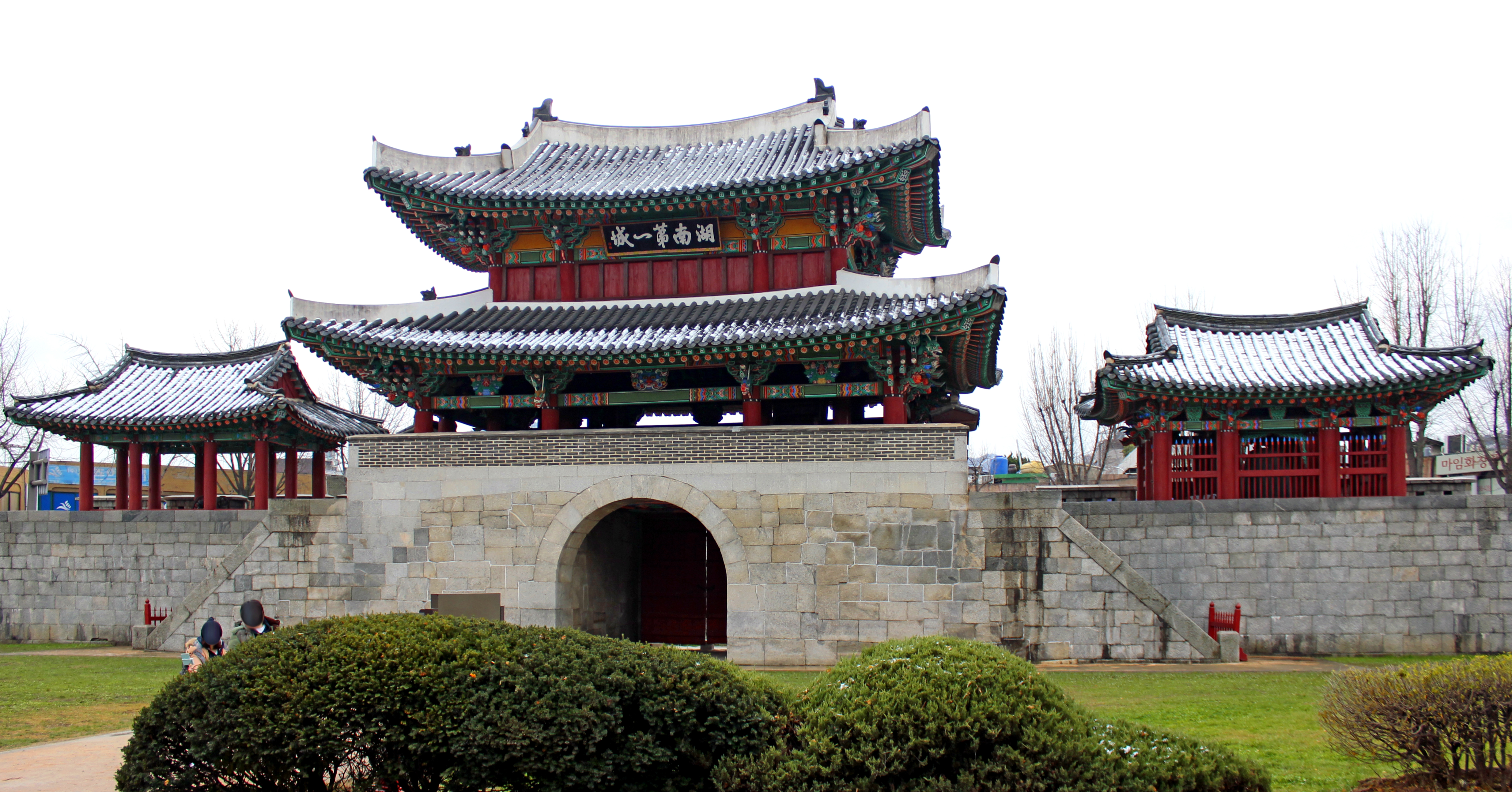
La porte Pungnammun.
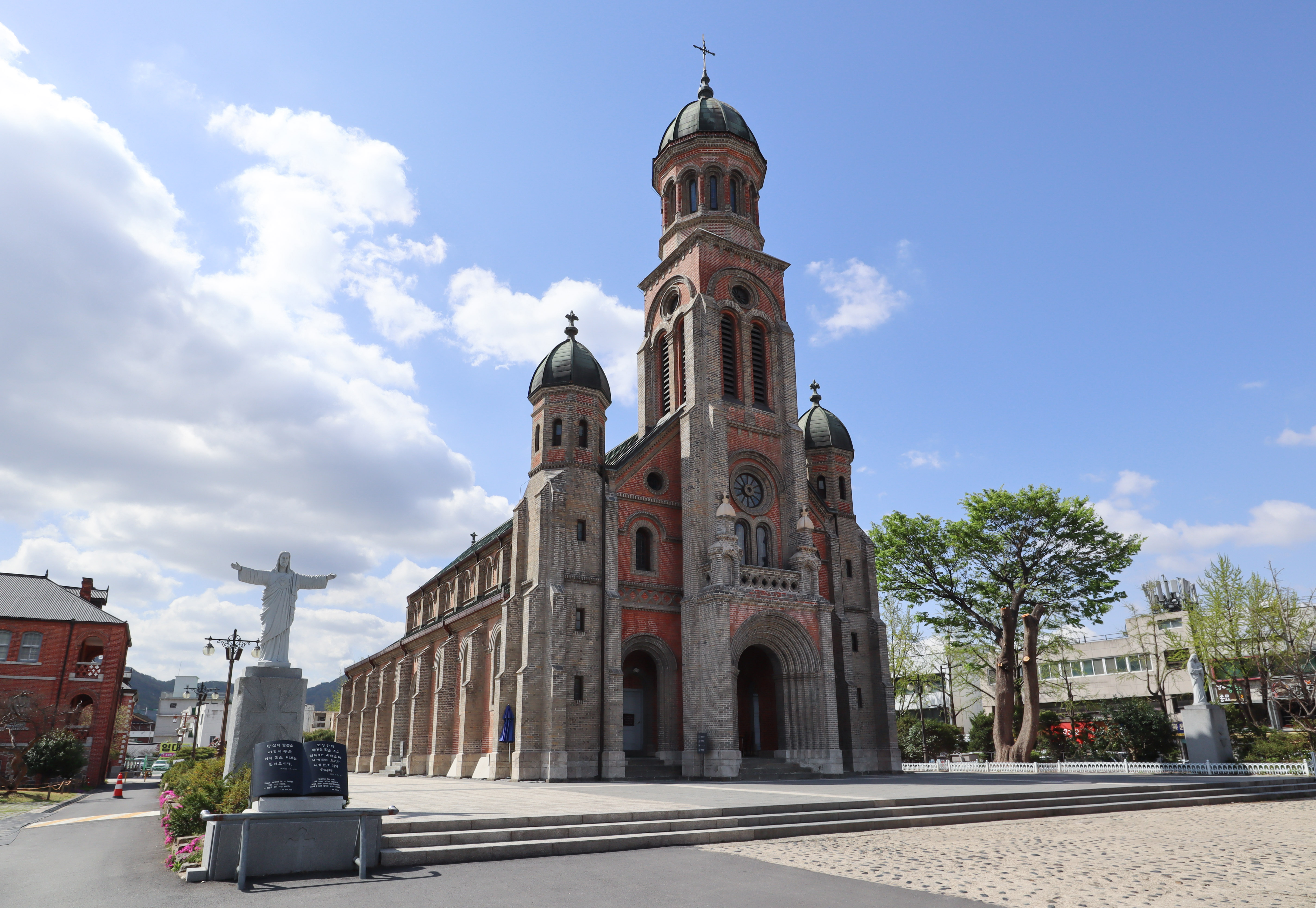
Cathédrale Jeondong
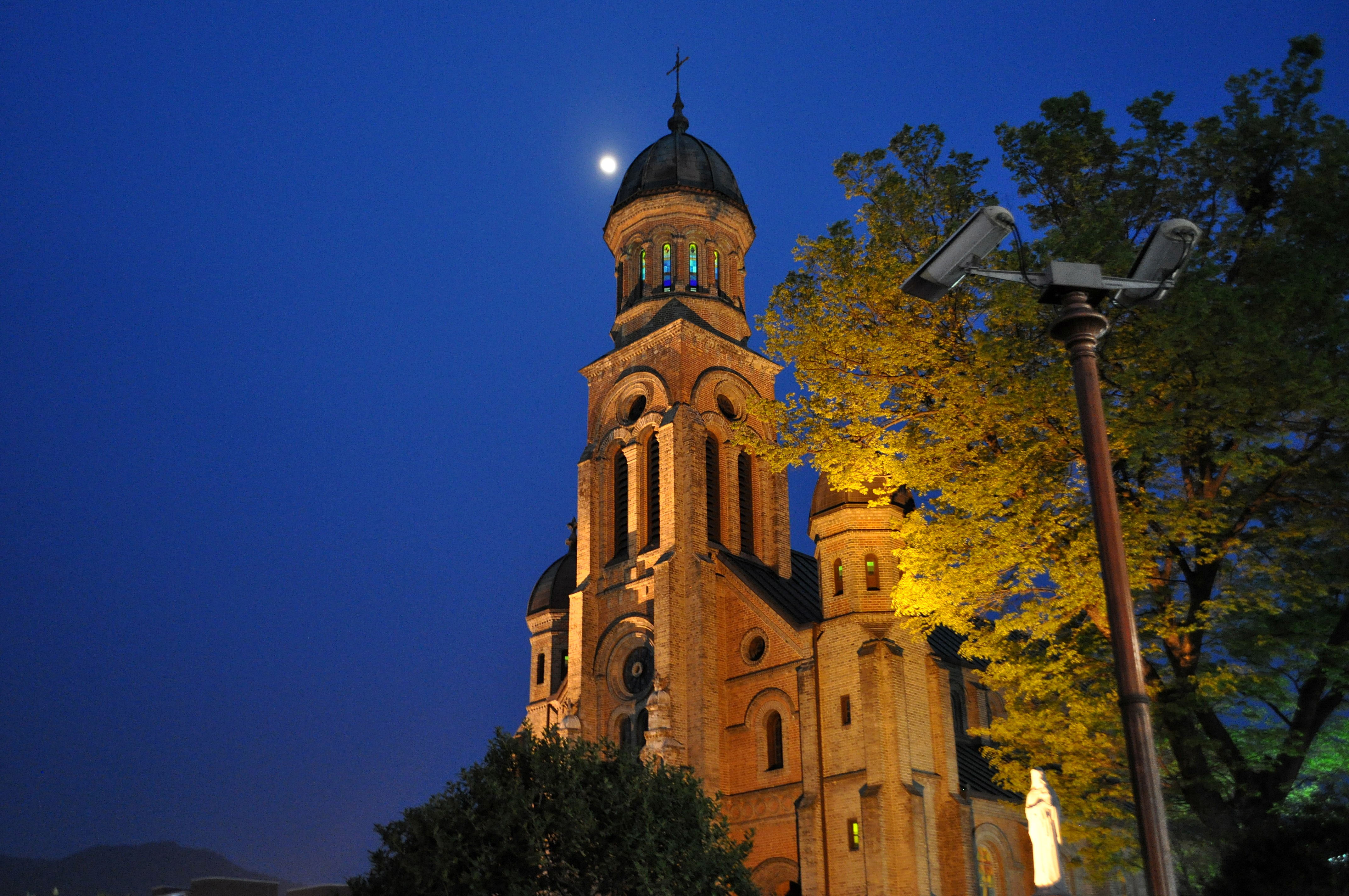
Vue nocturne de la cathédrale.
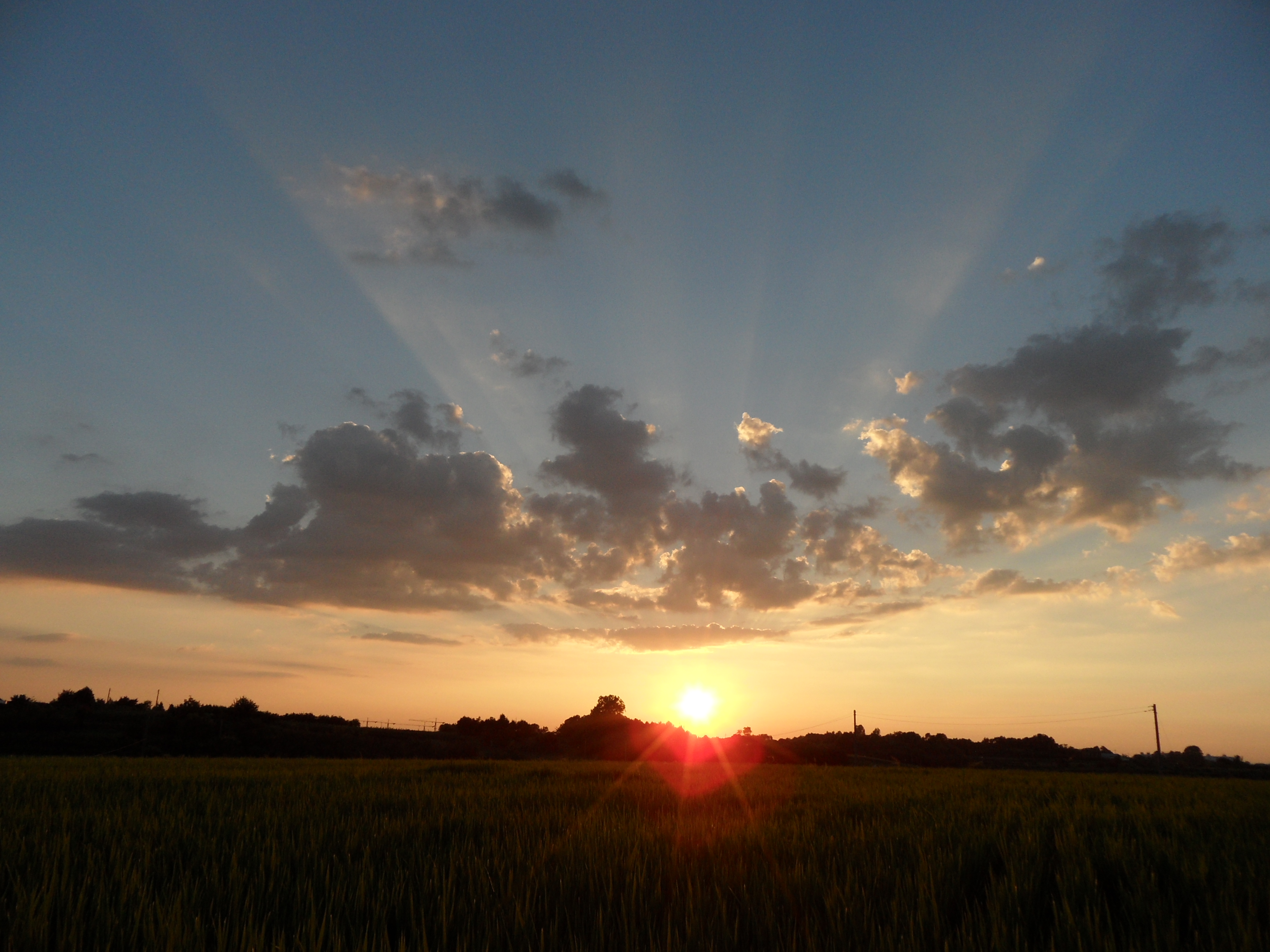
La banlieue au coucher du soleil.
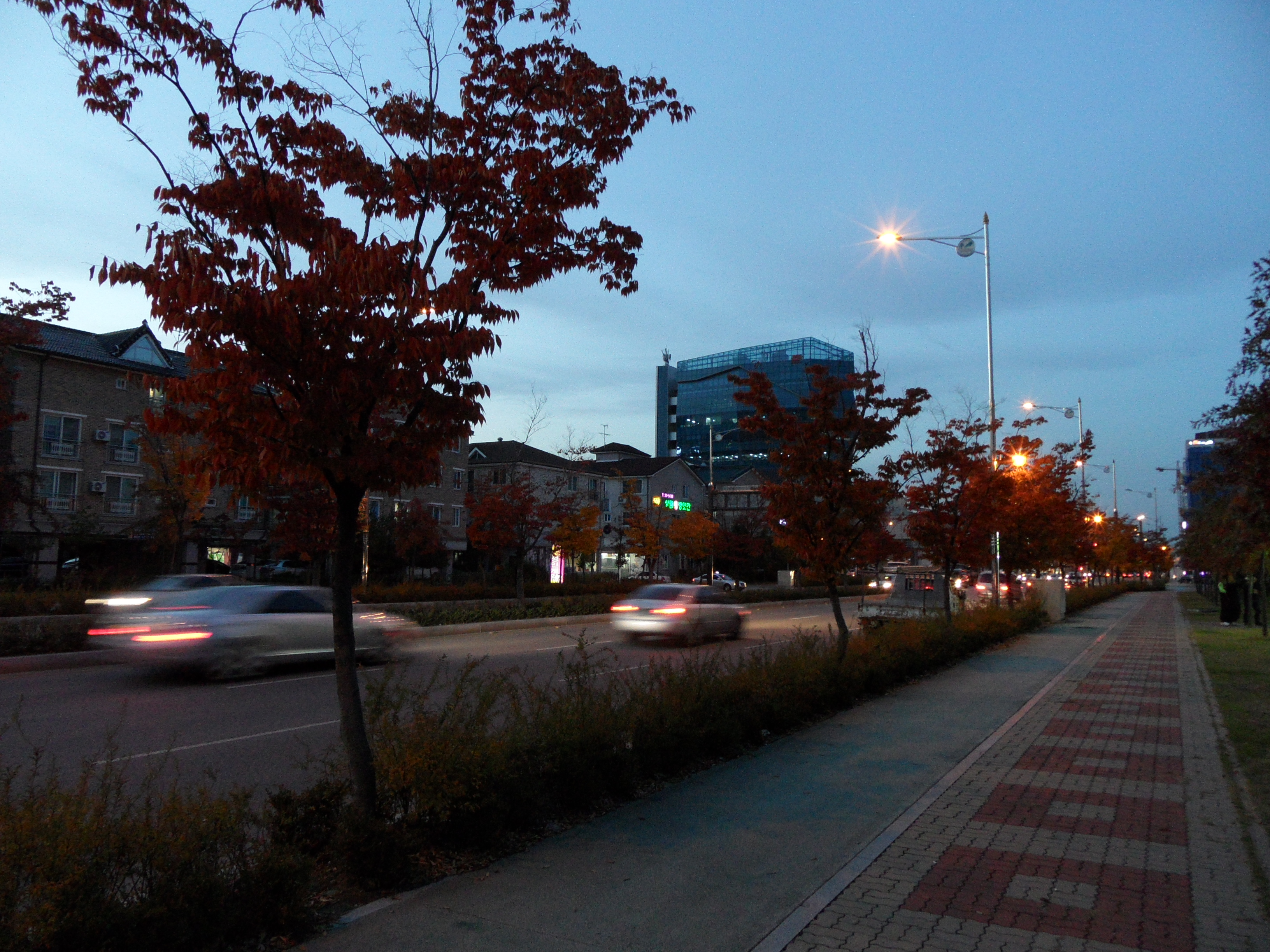
Piste cyclable.
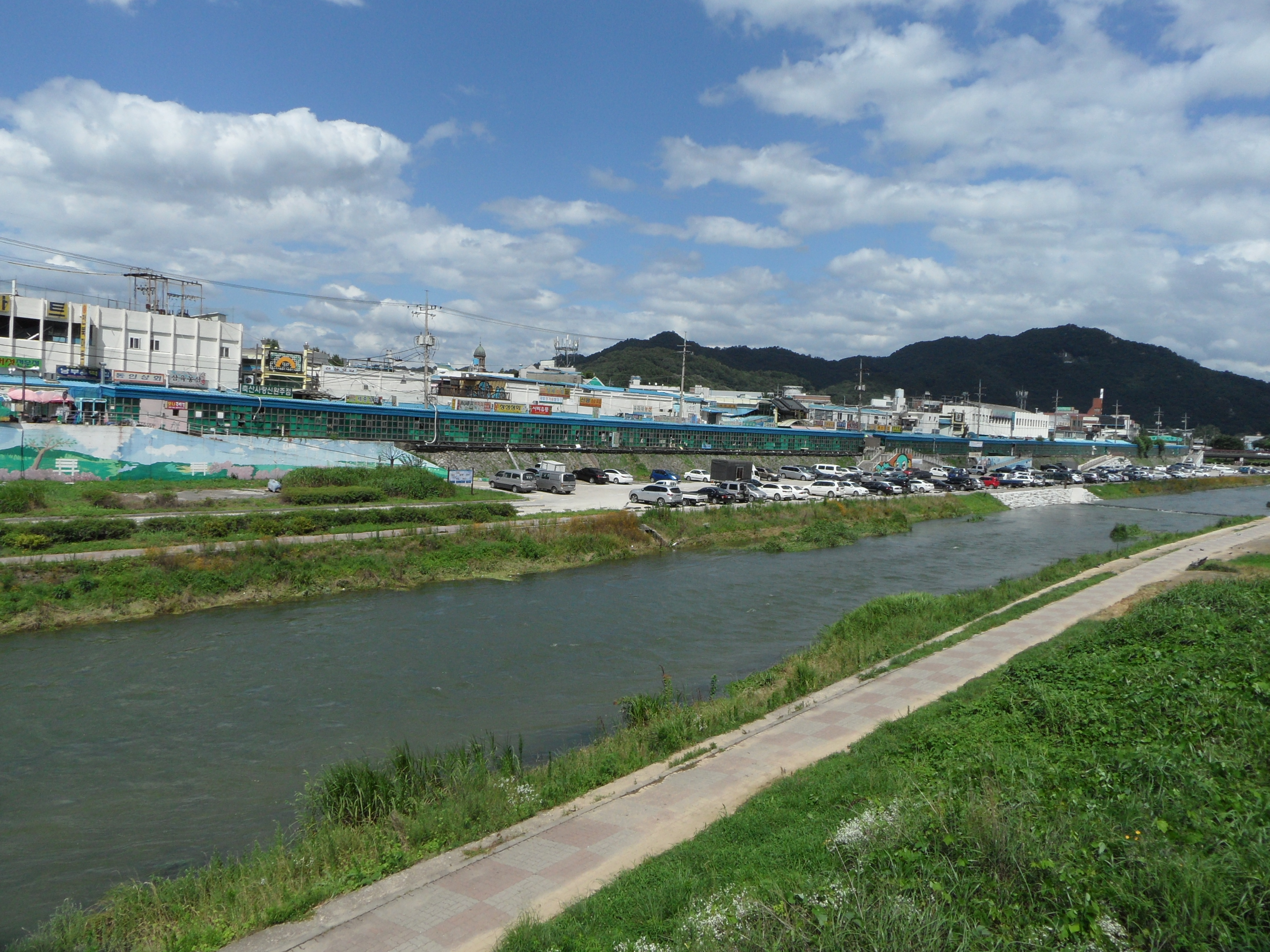
Marché de Nambu.
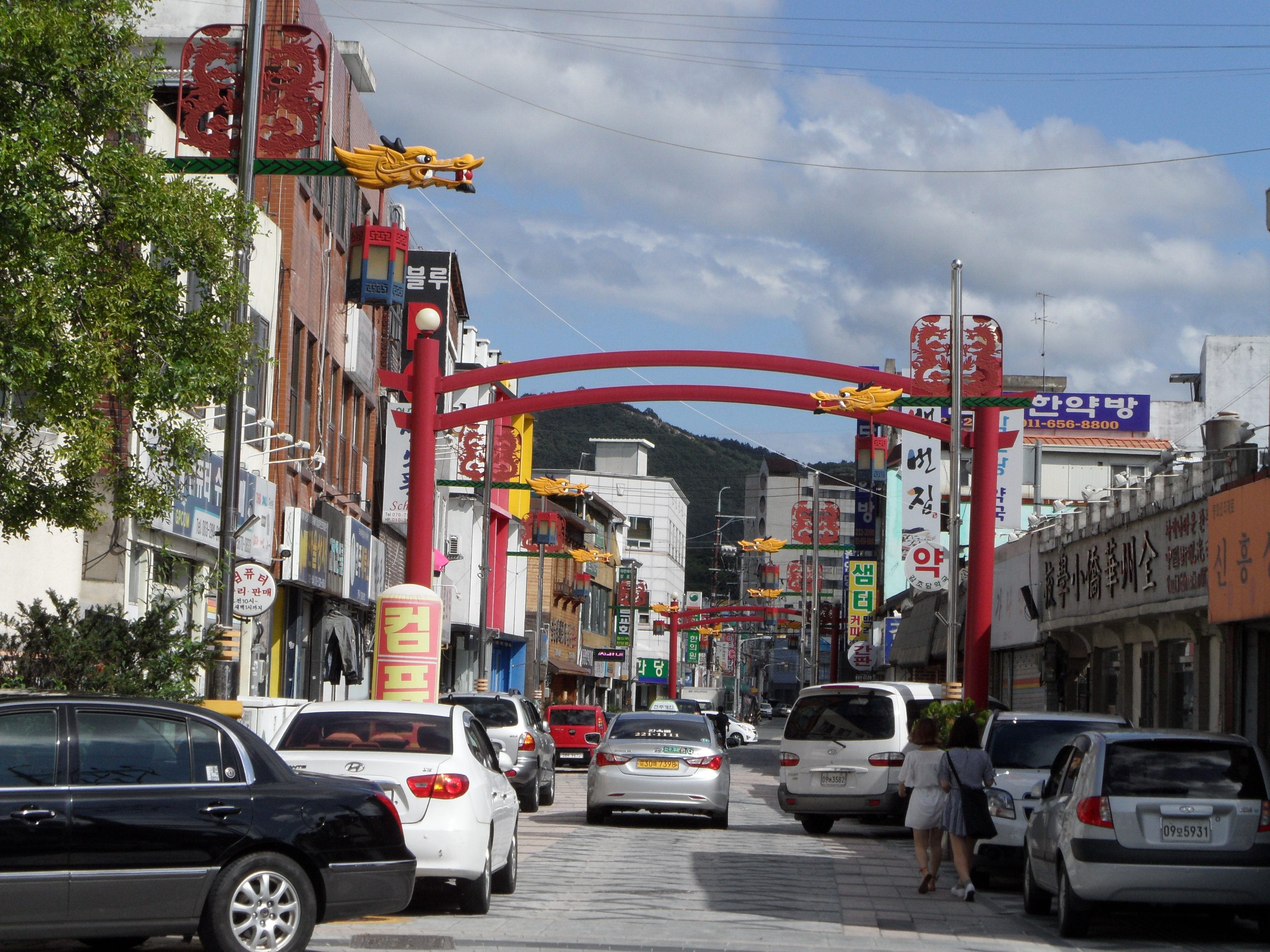
Le quartier chinois.
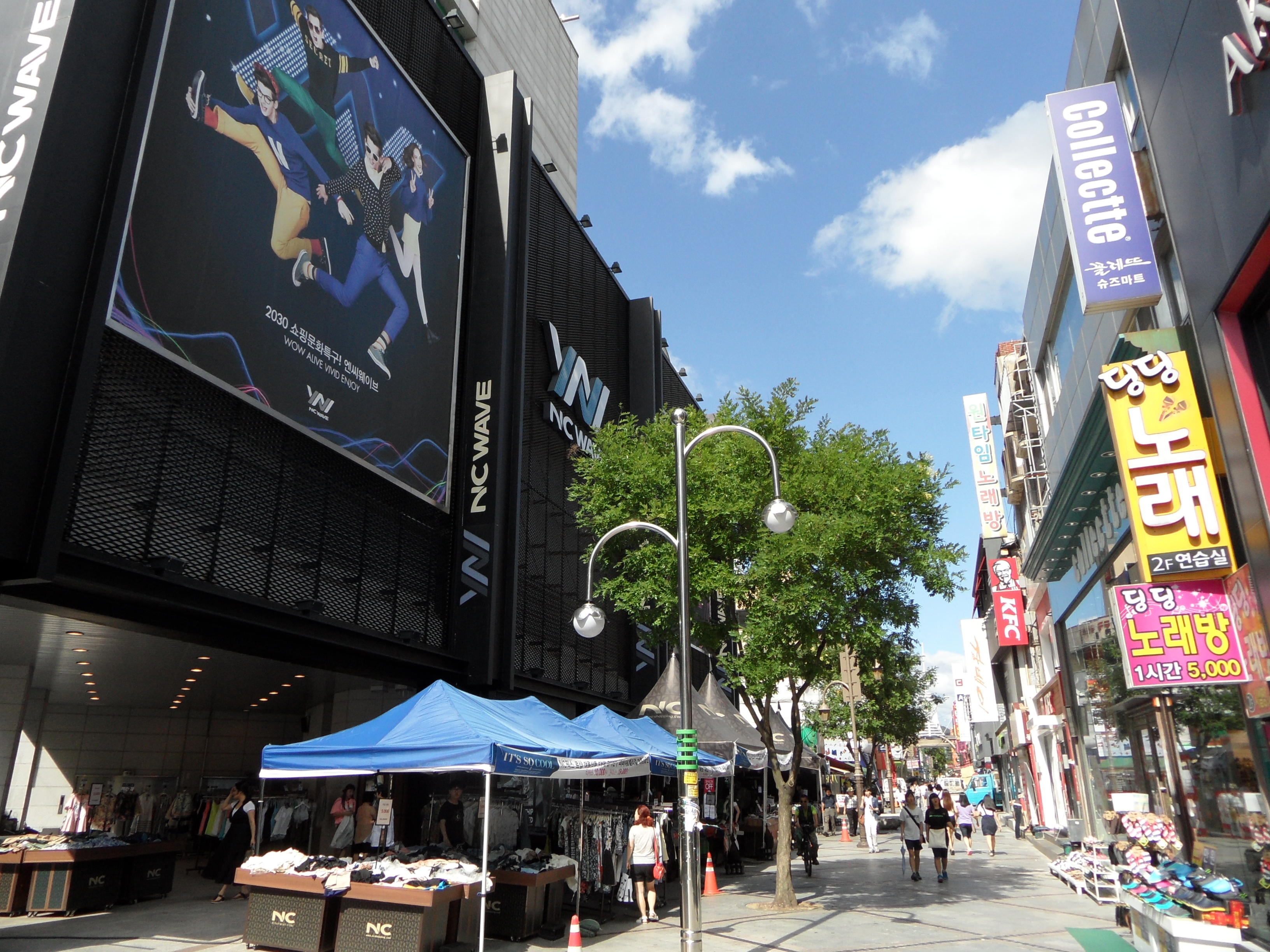
Zone commerciale de Gaeksa.
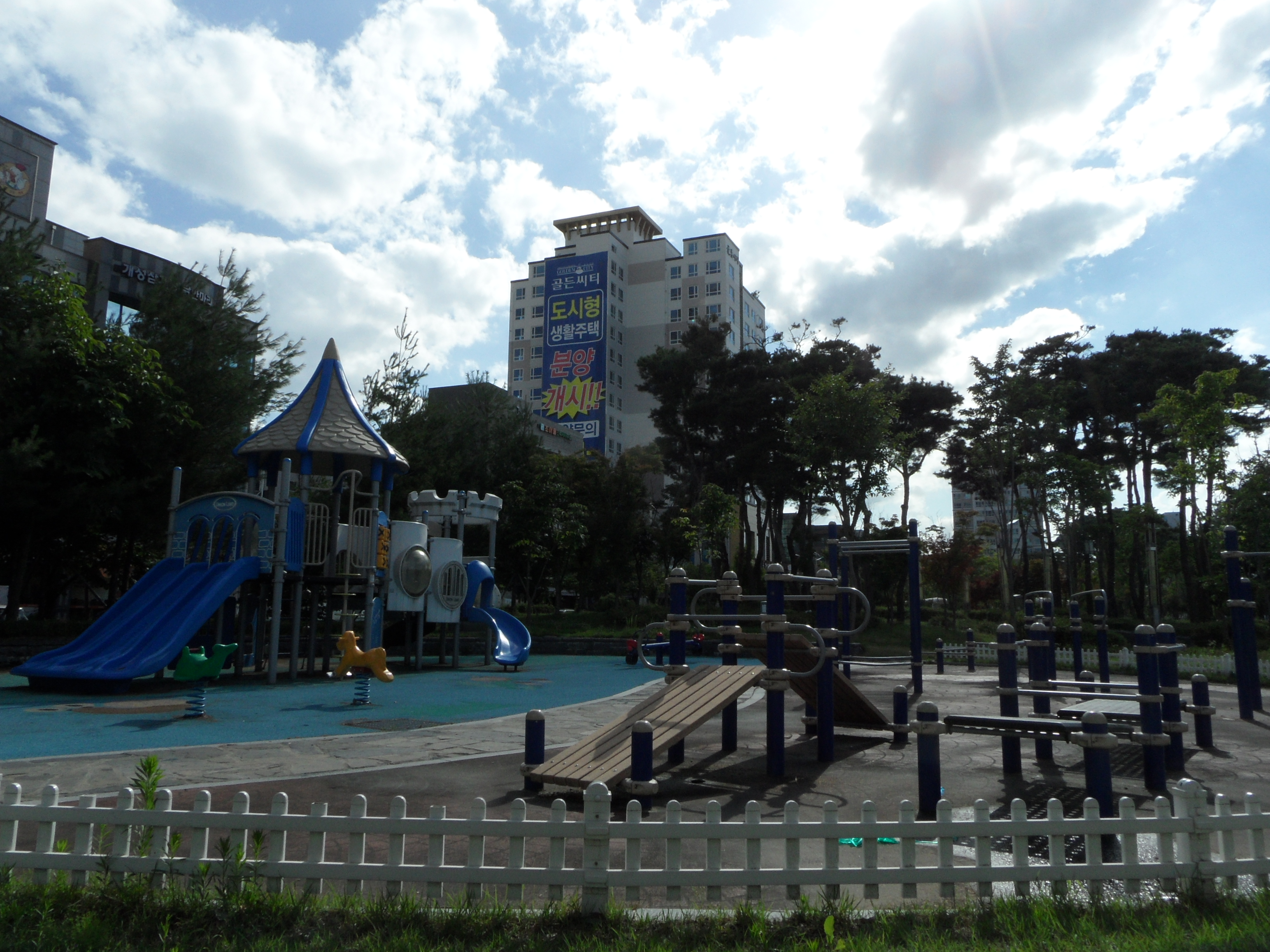
Jardin public, Hyoja-dong..
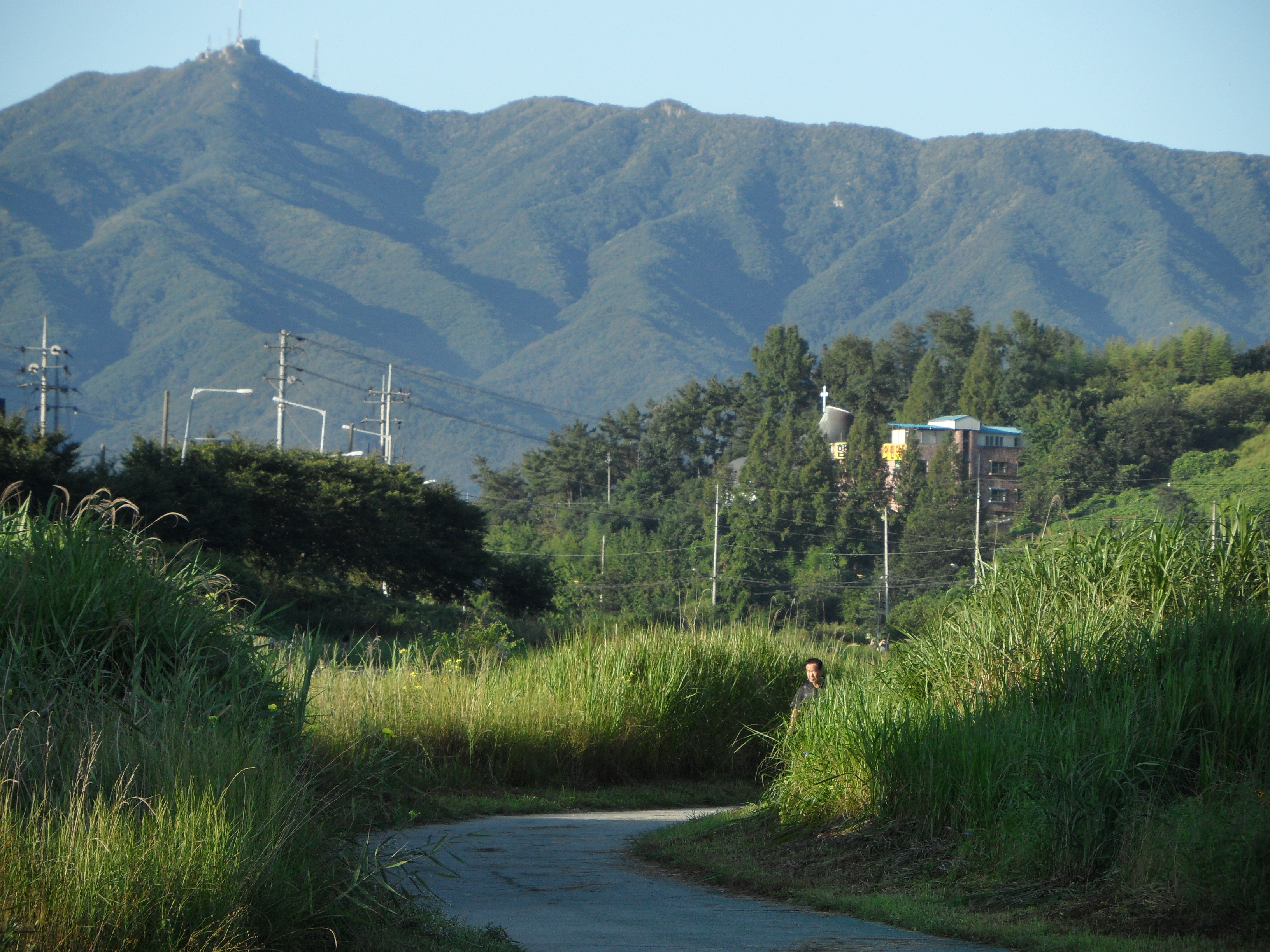
Réseau de sentiers.
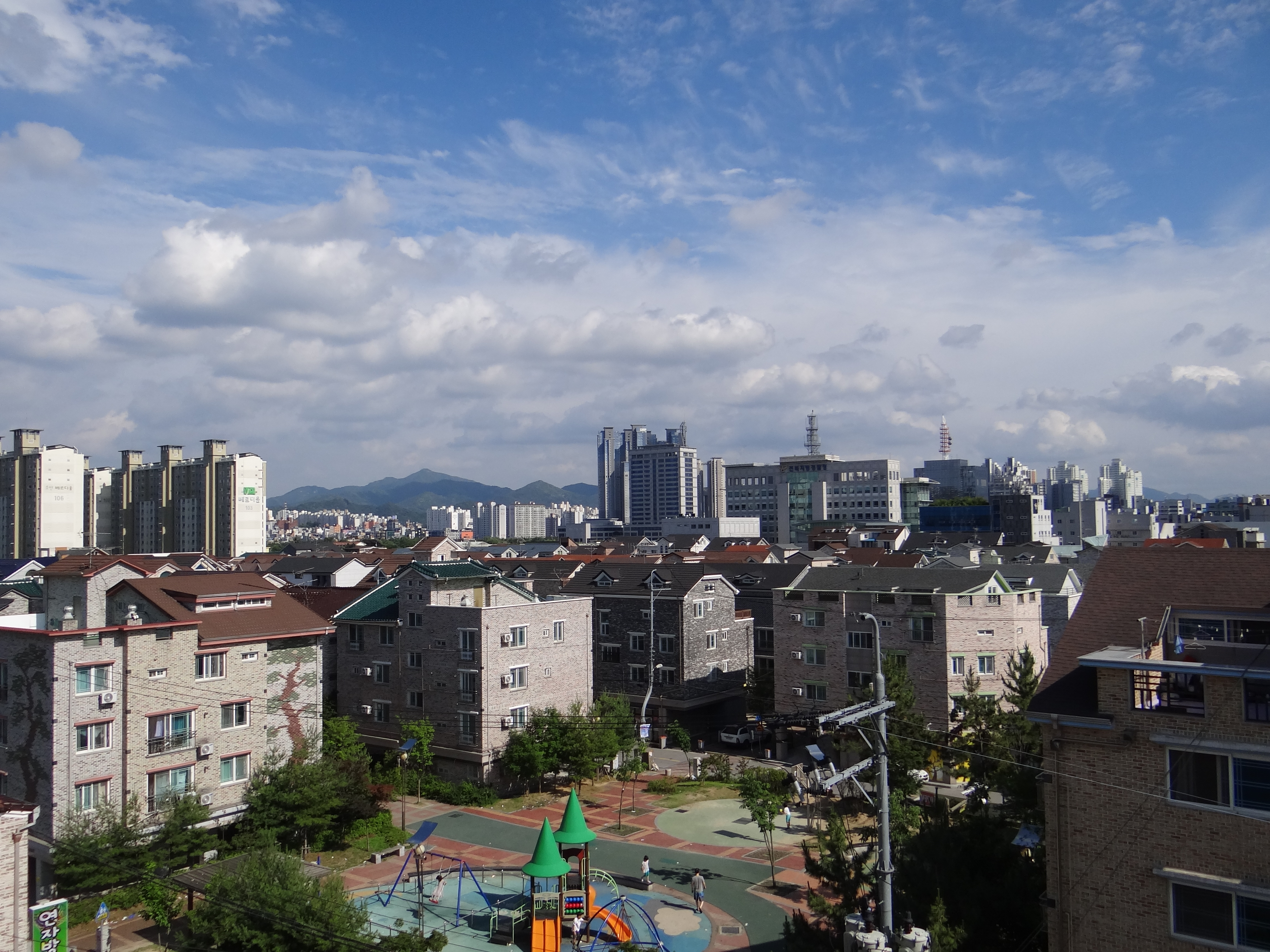
Hyoja-dong.
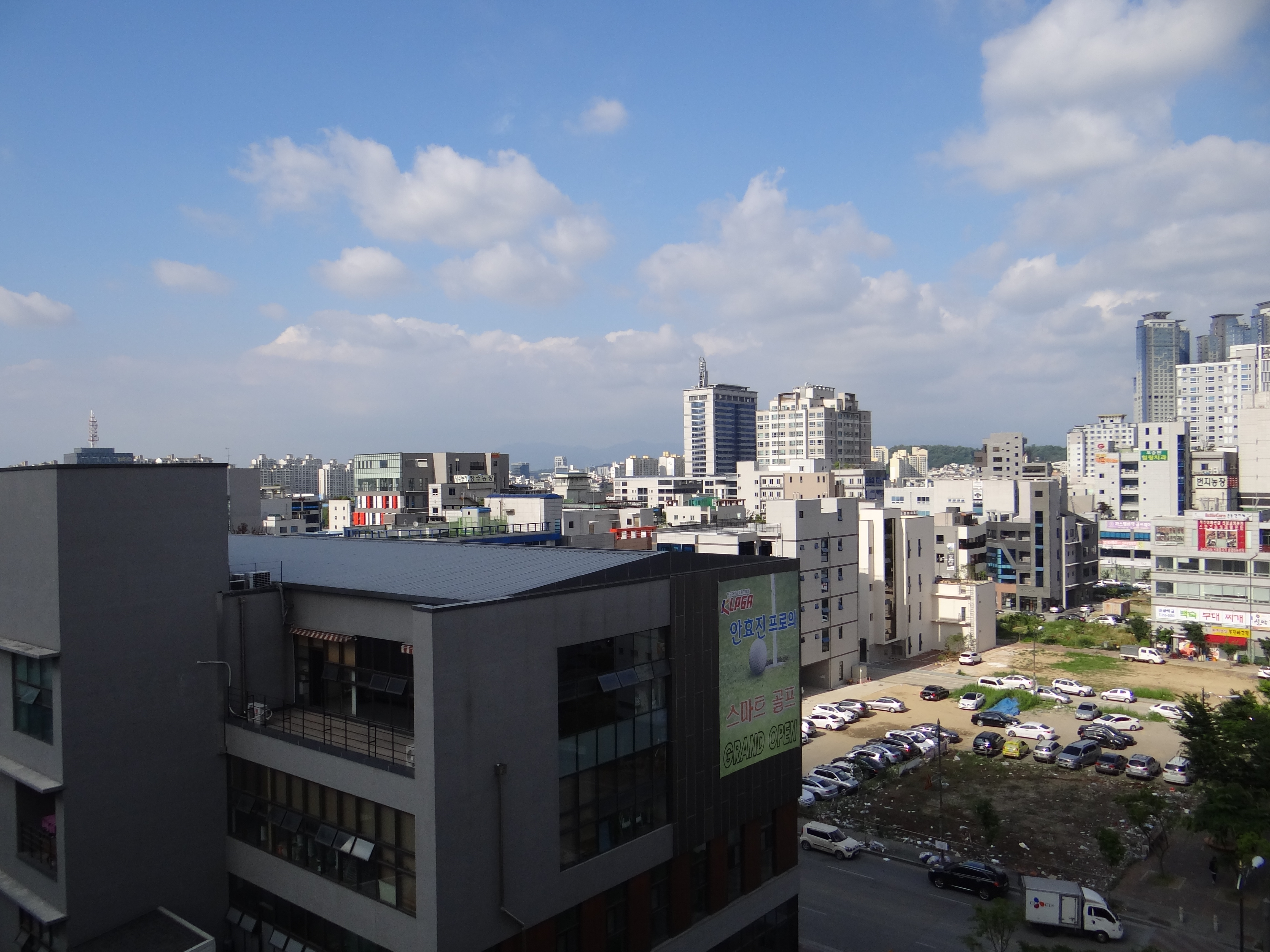
Hyoja-dong.
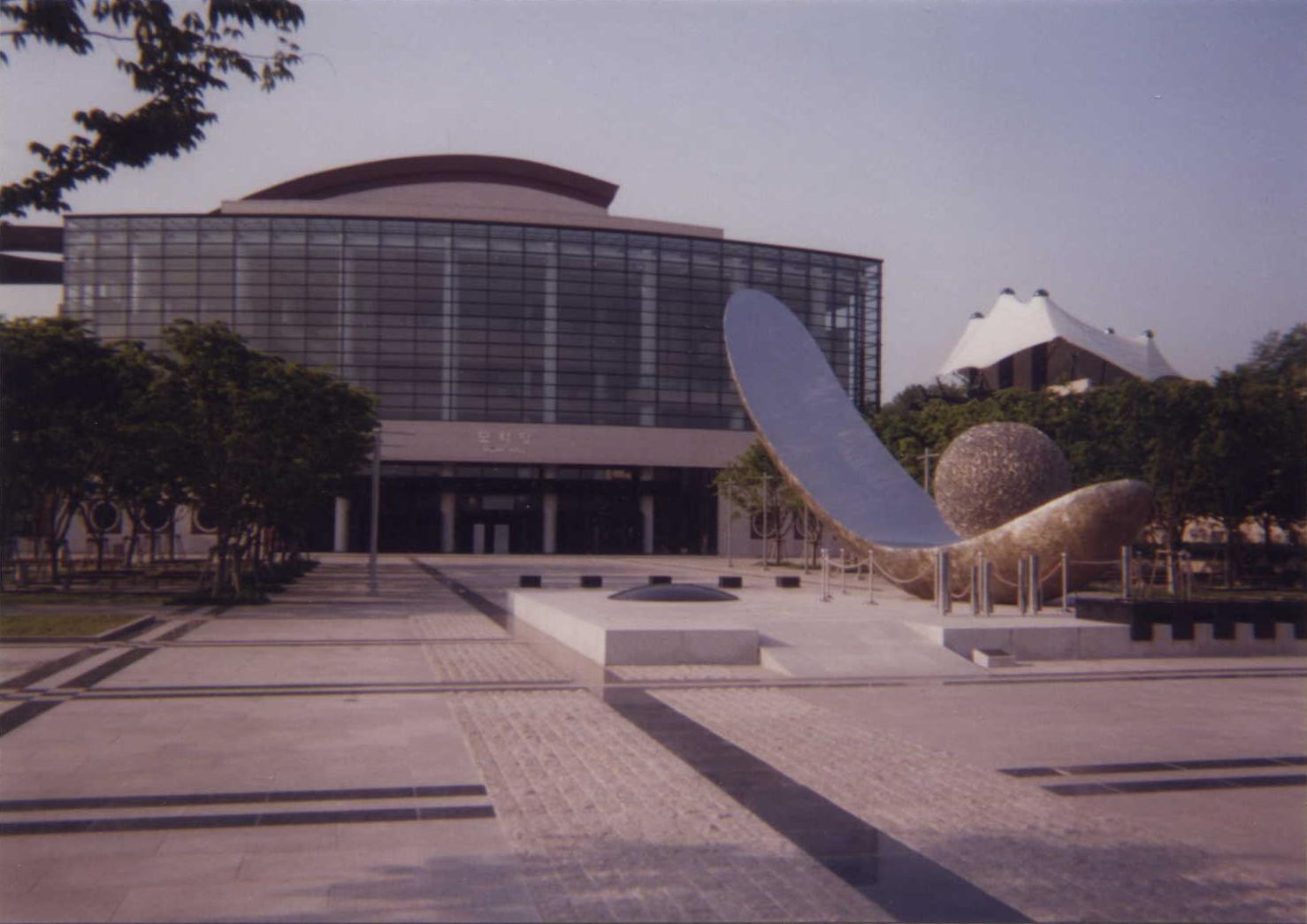
Centre artistique du Sori.

## Jumelages
- Kanazawa, Préfecture d'Ishikawa ( Japon)
- San Diego, Californie ( États-Unis)
- Suzhou, Jiangsu ( Chine)